# Phalanta mysolensis
Phalanta mysolensis är en fjärilsart som beskrevs av Talbot 1932. Phalanta mysolensis ingår i släktet Phalanta och familjen praktfjärilar. Inga underarter finns listade i Catalogue of Life.